# 宝成寺
宝成寺（ほうじょうじ）は、千葉県船橋市西船六丁目にある寺院である。

## 由緒
社伝によると江戸時代初期に、同地域を治めていた栗原藩成瀬家の菩提寺として創建された。曹洞宗派の寺院。同寺には、成瀬正成の次男之成と之成に殉死した3人の家臣、夭折した之虎、第7代犬山城主成瀬正寿など、17基が存在する。市内唯一の大名家の墓所であり、「成瀬氏の墓 附 墓誌」として船橋市の文化財に指定されている。
なお、同寺を栗原藩陣屋とする説もあるが、記述の通り、ここは藩主の菩提寺であり、陣屋はここから離れていない場所に別に求めるのが妥当であると考えられる。

## 交通
- JR総武線西船橋駅から徒歩5分